# Stavka

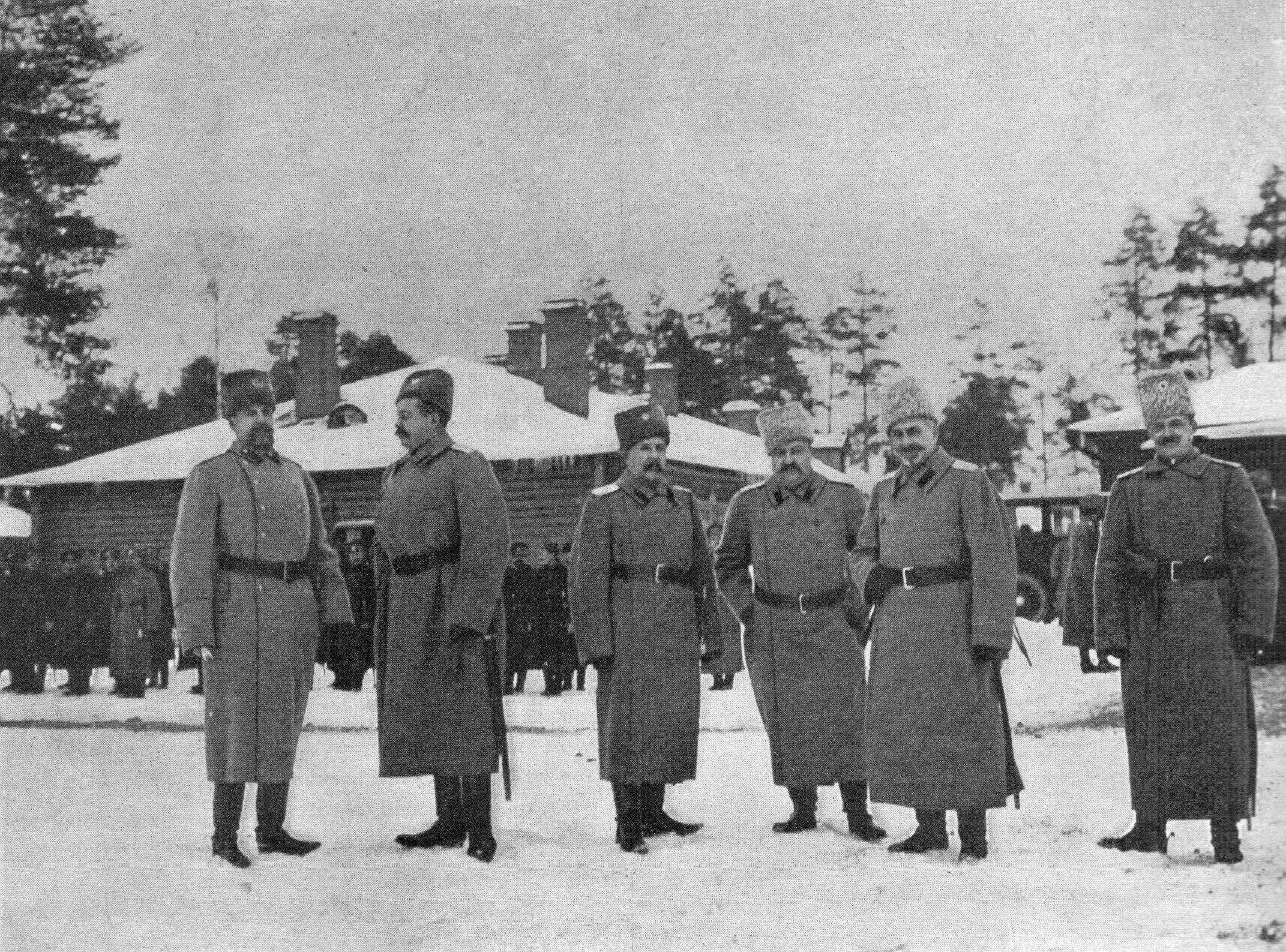
Generálové Stavky v roce 1915

Stavka (rusky Ставка) je ruský název vrchního velení ozbrojených sil. V době první světové války existovala v Ruské říši v podobě tzv. Hlavního stanu vrchního velitele (Ставка Верховного Главнокомандующего) a v době druhé světové války v Sovětském svazu v podobě Hlavního stanu vrchního velení (Ставка Верховного Главнокомандования).